# Roden (Unterfranken)
Roden ist eine Gemeinde im unterfränkischen Landkreis Main-Spessart. Der gleichnamige Hauptort ist Sitz der Gemeindeverwaltung. Die Gemeinde ist Mitglied der Verwaltungsgemeinschaft Marktheidenfeld.

## Geographie

### Geographische Lage
Roden liegt zwischen Aschaffenburg (52 km) und Würzburg (32 km) am Rande des Spessarts. Nach Karlstadt am Main (Kreisstadt) sind es 15 km und nach Lohr am Main ebenfalls.
Von der Autobahn A3 (Frankfurt – Würzburg) erreicht man Roden über die Ausfahrt Marktheidenfeld (Nr. 65). Dann weiter nach Marktheidenfeld, dort über die Mainbrücke und am Ende der Brücke nach links Richtung Karlstadt am Main entlang. 7 km nach Marktheidenfeld erreicht man Roden.
Roden ist eine waldreiche Gemeinde (ca. 1000 ha) am Übergang zwischen Spessart (Buntsandstein) und fränkischer Platte (Muschelkalk).

### Gemeindegliederung
Es gibt zwei Gemarkungen und sieben Gemeindeteile (in Klammern ist der Siedlungstyp angegeben):
- Ansbach (Kirchdorf)
- Roden (Kirchdorf) (540 Einwohner)[5]
  - Brunnenmühle (Einöde)
  - Holzmühle (Einöde)
  - Neumühle (Einöde)
  - Rosenmühle (Einöde)
  - Schmittsmühle (Einöde)

### Nachbargemeinden
- Steinfeld
- Urspringen
- Karbach
- Marktheidenfeld
- Neustadt am Main

## Name

### Etymologie
Der Name Roden ist ein Rodungsname und bedeutet gerodetes Land.

### Frühere Schreibweisen
Frühere Schreibweisen des Ortes aus diversen historischen Karten und Urkunden:
- 1299 Rode
- 1319 Roden
- 1348 Rodin
- 1421 Rodan

## Geschichte

### Bis zur Gemeindegründung
Roden wurde 1348 erstmals urkundlich erwähnt und war jahrhundertelang Teil des Hochstiftes Würzburg. Es fiel im Reichsdeputationshauptschluss 1803 an die Grafen Löwenstein-Wertheim-Rosenberg. Beide gehörten ab 1500 zum Fränkischen Reichskreis. 1806 wurde Roden Bestandteil des zu Baden gehörenden Mediatamtes Steinfeld, das wiederum 1816 an Österreich abgetreten wurde. Im Generalrezess von Frankfurt 1819 kam Roden zu Bayern. Dort entstand gemäß dem Gemeindeedikt von 1818 die heutige Gemeinde.

### Eingemeindungen
Im Zuge der Gebietsreform in Bayern wurde am 1. Juni 1976 die Gemeinde Ansbach eingegliedert.

### Einwohnerentwicklung
Im Zeitraum 1988 bis 2018 stieg die Einwohnerzahl von 918 auf 968 um 50 Einwohner bzw. um 5,5 %.

## Religion
Roden ist in konfessioneller Hinsicht katholisch geprägt. Im Dekanat Lohr (Bistum Würzburg) existieren die Kuratie St. Cyriakus im Hauptort der Gemeinde und die Kuratie St. Hubertus in Ansbach.

## Politik

### Bürgermeister
Erster Bürgermeister ist seit 1. Mai 2020 Johannes Albert (Wählergemeinschaft Roden/Dorfgemeinschaft Ansbach); er wurde am 15. März 2020 mit 93,3 % der Stimmen gewählt. Sein Vorgänger war vom 1. Mai 1990 bis 30. April 2020 Otto Düming (* 1952, Wählergemeinschaft Roden/Dorfgemeinschaft Ansbach).

### Gemeinderat
Die Kommunalwahlen 2002, 2008, 2014 und 2020 führten zu folgenden Sitzverteilungen im Gemeinderat: 
|                          | 2002 | 2008 | 2014 | 2020 |
| ------------------------ | ---- | ---- | ---- | ---- |
| Wählergemeinschaft Roden | 6    | 6    | 6    | 4    |
| Dorfgemeinschaft Ansbach | 6    | 6    | 6    | 4    |
| gesamt                   | 12   | 12   | 12   | 8    |

Durch den Rückgang der Einwohnerzahl unter 1000 hat der Gemeinderat seit 1. Mai 2020 nur noch acht Mitglieder.

### Wappen
| Wappen Gde. Roden | Blasonierung: „Gespalten von Grün und Gold; vorne ein bewurzelter silberner Baum, hinten ein von einem schwarzen Kreuzchen überhöhter schwarzer unzialer Großbuchstabe N.“                                                    |
| Wappen Gde. Roden | Wappenbegründung: Der Eichbaum auf der linken Seite des Wappens deutet auf den Waldreichtum der Gemeinde hin, in der rechten Hälfte stellt das Wappen des Klosters Neustadt am Main den historischen Ursprung des Dorfes dar. |

## Wirtschaft

### Arbeitsplätze
Kleine Gewerbebetriebe bieten nur eine geringe Zahl an Arbeitsplätzen vor Ort. Der überwiegende Teil der Bevölkerung pendelt nach Lohr, Marktheidenfeld oder Würzburg zur Arbeit. Die amtliche Statistik von 2017 weist 90 sozialversicherungspflichtige Arbeitsplätze in der Gemeinde aus, während von der Wohnbevölkerung 442 Personen in einer versicherten Tätigkeit stehen und die Zahl der Auspendler somit um 352 höher ist als die der Einpendler. Arbeitslos waren 2017 lediglich neun Einwohner. Es gab 17 landwirtschaftliche Betriebe.

### Bildung
- Am 1. März 2018 bestanden zwei Kindertageseinrichtungen mit zusammen 55 genehmigten Plätzen und 47 Besuchern.
- Schulen bestehen im Ort nicht.

## Baudenkmäler
Die Kirche St. Cyriakus von 1710 besitzt einen Turm aus der Zeit von Julius Echter (Tabernakel 16. Jh.) und eine bedeutende Kreuzigungsgruppe aus Sandstein aus der ehemaligen Benediktinerabtei  Neustadt am Main (1586) auf dem Friedhof.

## Persönlichkeiten
- Marion Kurz (* um 1960), Mannequin und Fotomodell